# Большая Можга
Большая Можга — деревня в Вавожском районе Удмуртии. Входит в состав Вавожского сельского поселения.

## География
Деревня находится на расстоянии 12 км к северу от села Вавож, административного центра района.

### Часовой пояс
Деревня Большая Можга, как и вся Удмуртия, находится в часовой зоне МСК+1. Смещение применяемого времени относительно UTC составляет +4:00.

## Население
| 2010 | 2012 |
| ---- | ---- |
| 170  | ↘163 |